# Ogród Dendrologiczny w Przelewicach
Ogród Dendrologiczny w Przelewicach – arboretum w Przelewicach w województwie zachodniopomorskim.

## Opis
Obecnie łączna powierzchnia ogrodu to około 45 ha. Na powierzchni 30 ha znajduje się część ogrodu wraz z pałacem przeznaczona dla zwiedzających. Około 22 ha tej części stanowi przedwojenna, pierwotna część ogrodu, pozostałe tereny dołączono po II wojnie światowej. Około 1,6 ha to szkółki utworzone w latach 80. na terenie przedwojennych sadów majątku przelewickiego. W 2006 roku 15 ha dawnych gruntów ornych zostało przyłączone do ogrodu w celu powiększenia kolekcji (tereny te nie są dostępne dla zwiedzających).
Dawidia chińska, której kwiat stał się symbolem ogrodu dendrologicznego i trafił do herbu gminy Przelewice, znalazła się w Światowej Czerwonej Księdze roślin ginących i zagrożonych w skali całej Ziemi. Podobnych gatunków jest w ogrodzie więcej.

## Historia

### Majątek w Przelewicach
6 lipca 1799 r. ostatni właściciel majątku przelewickiego z rodu von Schack, Otto Friedrich Ludwig von Schack sprzedał swoje dobra Augustowi Heinrichowi Borgstedemu. Za czasów Borgstedego nastąpiło uwłaszczenie chłopów, przebudowa i modernizacja majątku, budowa pałacu oraz założenie parku.
W 1818 r. 17-letnia Augusta Arend poznała księcia Augusta Pruskiego, bratanka króla Fryderyka II. 10 czerwca 1819 r. na świat przyszła Malwina, pierwsze z siedmiorga dzieci księcia i Augusty, jej imieniem nazwano później jeden z przelewickich folwarków, dzisiejszą wieś Ślazowo. W 1821 r. książę August kupił Przelewice jako zabezpieczenie przyszłości swoich dzieci. Po transakcji pracownicy von Borgstedego zachowali swoje miejsca pracy w majątku. 12 lipca 1825 r. Augusta Arend uzyskała szlachectwo i stała się „Panią na Przelewicach” (Frau von Prillwitz), a nazwisko von Prillwitz nosiły później jej dzieci.

### Ogród

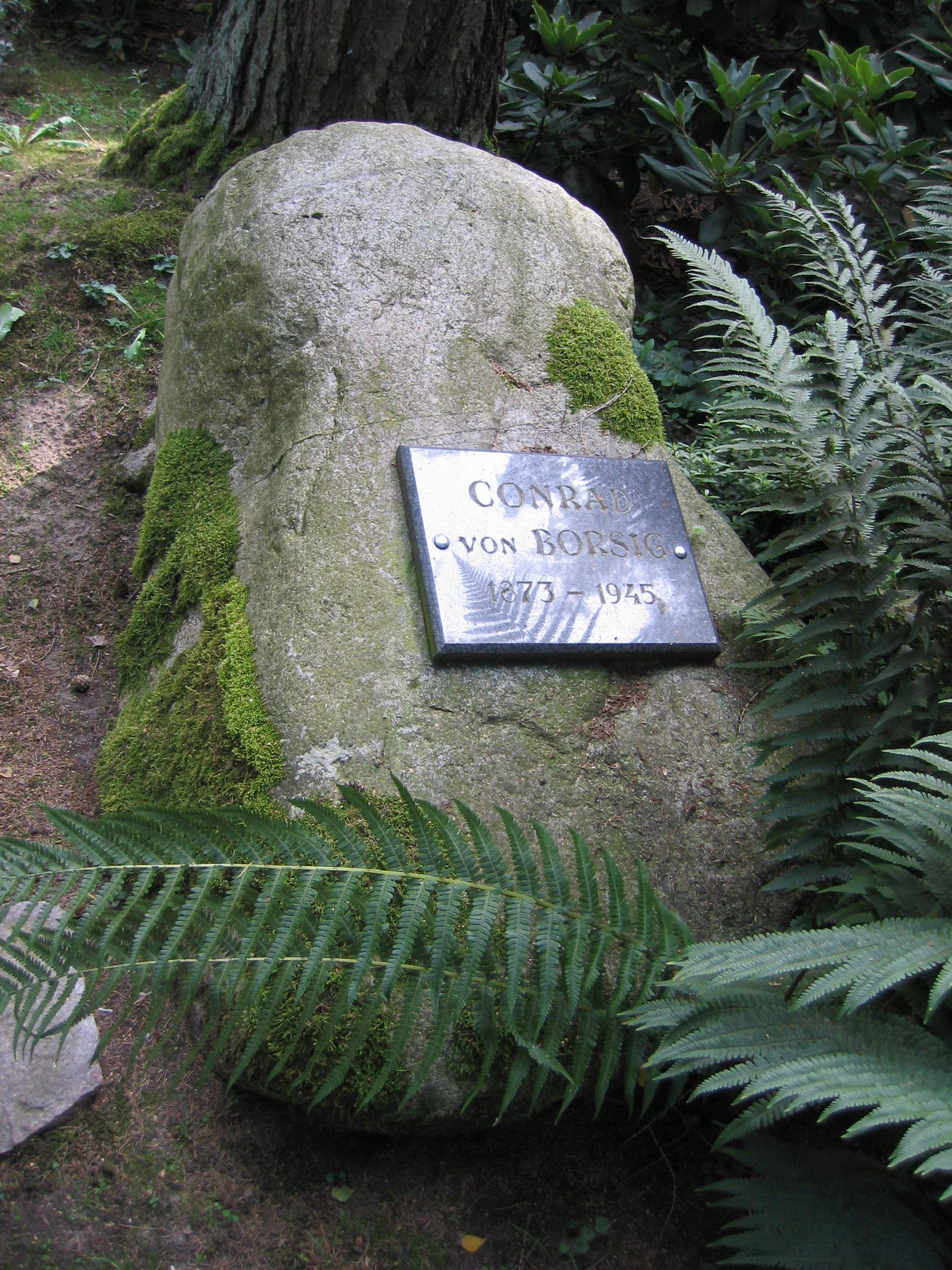
Kamień pamiątkowy założyciela i pierwszego dyrektora ogrodu

Ogród Dendrologiczny w Przelewicach założony został w 1933 r. Pierwszy park przypałacowy w Przelewicach powstał ok. roku 1814 jako ogród angielski po zbudowaniu pałacu. Kolejni właściciele majątku, m.in. Augusta von Prillwitz i jej syn, modyfikowali park według własnych potrzeb i gustu – przez pewien czas istniała tu szparagarnia, uprawy sadownicze i warzywniki rozmieszczone częściowo między starymi alejami. W latach 1933–1938 ówczesny właściciel Conrad von Borsig (1873–1945), współwłaściciel firmy August Borsig GmbH, członek Niemieckiego Towarzystwa Dendrologicznego, przekształcił park w kolekcję dendrologiczną i to założenie jest obecnie objęte ochrona konserwatorską. Projekt parku opracował i jego przebudowę nadzorował architekt Karl Heydenreich z Gartenbaufirma Späth. W czasie parcelacji majątku po II wojnie światowej od arboretum oddzielono ok. 10 ha sadów, szkółek i warzywników. Później dołączono teren o podobnej powierzchni leżący wzdłuż granicznego rowu. Znajduje się tam m.in. zakładany w latach 2000–2003 skalniak.
Po II wojnie światowej ogród był administrowany przez różne instytucje, w tym przez PGR. W 1976 roku park wpisano do rejestru zabytków. Powstała wtedy Rada Naukowa Arboretum Przelewickiego. Po likwidacji PGR ogród przejęła Agencja Własności Rolnej Skarbu Państwa, która w 1993 roku przekazała go gminie Przelewice. W 1996 roku utworzono Zakład Budżetowy. W 2006 roku powstało Botaniczne Centrum Badawczo-Wdrożeniowe.
W 2020 roku rada gminy podjęła decyzję o likwidacji ogrodu i przekazaniu samorządowi województwa. Powodem był brak środków (25 mln) na utrzymanie ogrodu i pensje dla pracowników. 
W kwietniu 2021 roku zespół folwarczny wraz z Pałacem i ogrodem dendrologicznym przejął w formie darowizny od gminy Przelewice Samorząd Województwa Zachodniopomorskiego. Utworzono Ogrody Przelewice. Zachodniopomorskie Centrum Kultury Obszarów Wiejskich i Edukacji Ekologicznej. Dyrektorem tej instytucji został Zygmunt Siarkiewicz.

## Zasoby
Zasoby ogrodu to około 1200 gatunków drzew, krzewów i roślin zielnych, m.in.:
- dawidia chińska
- świerk tygrysi
- świerk Brewera
- świerk Wilsona
- klon kosmaty
- sosna drobnokwiatowa
- bambusy
- cedr atlaski
- mamutowiec olbrzymi
- tulejnik amerykański (Lysichiton americanus)
- lepiężnik japoński (Petasites japonicus)
- rannik zimowy (Eranthis hyemalis).

Najokazalszym drzewem w ogrodzie jest wiąz szypułkowy, okaz o obwodzie 607 cm i wysokości 31 m (w 2012). Ze względu na łagodny klimat w tym arboretum rośnie wiele roślin wrażliwych na mrozy.
W oparciu o kwiaty ogrodu powstają w dużym stopniu regionalne miody przelewickie.

## Galeria

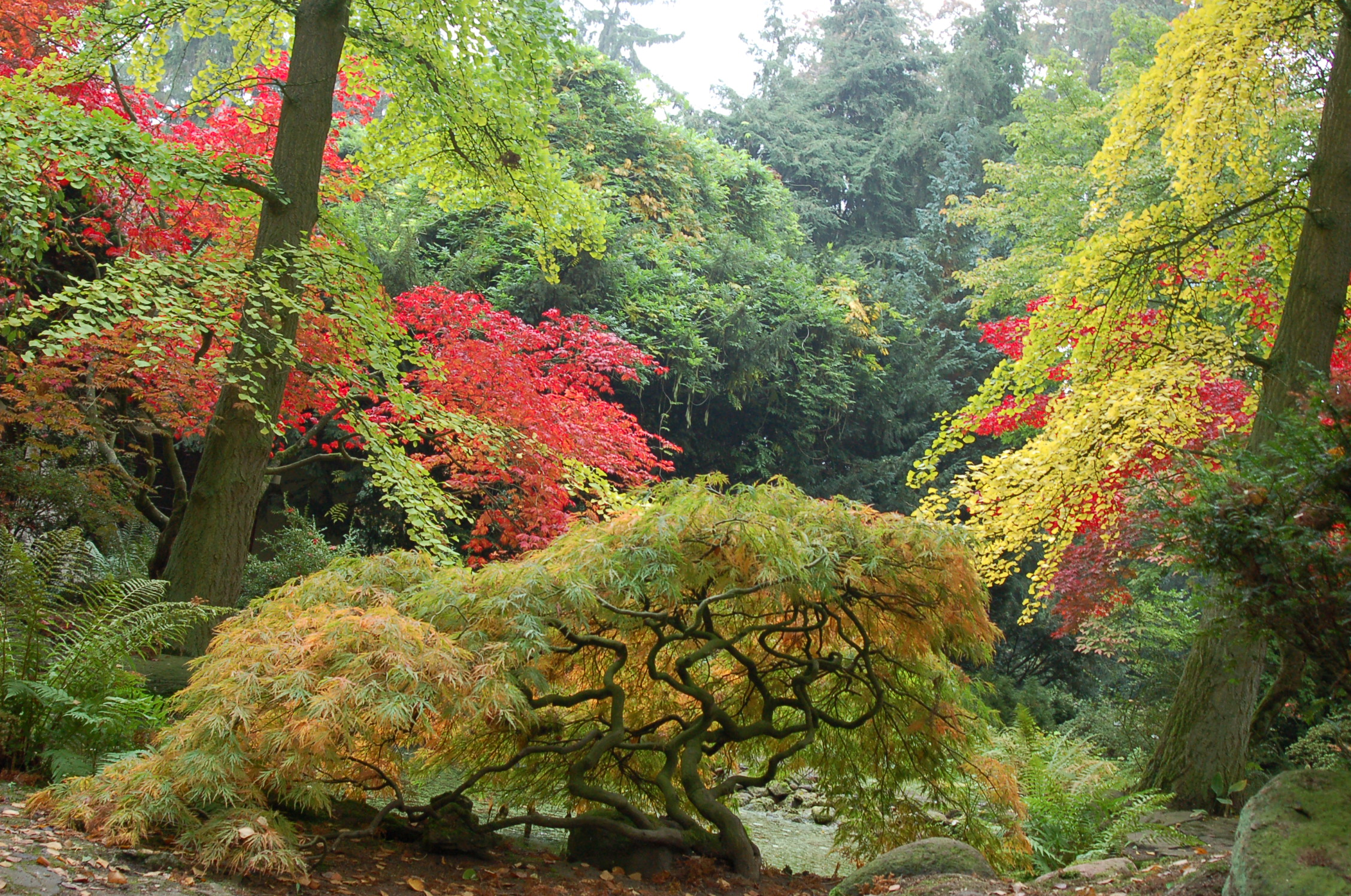
Ogród Japoński
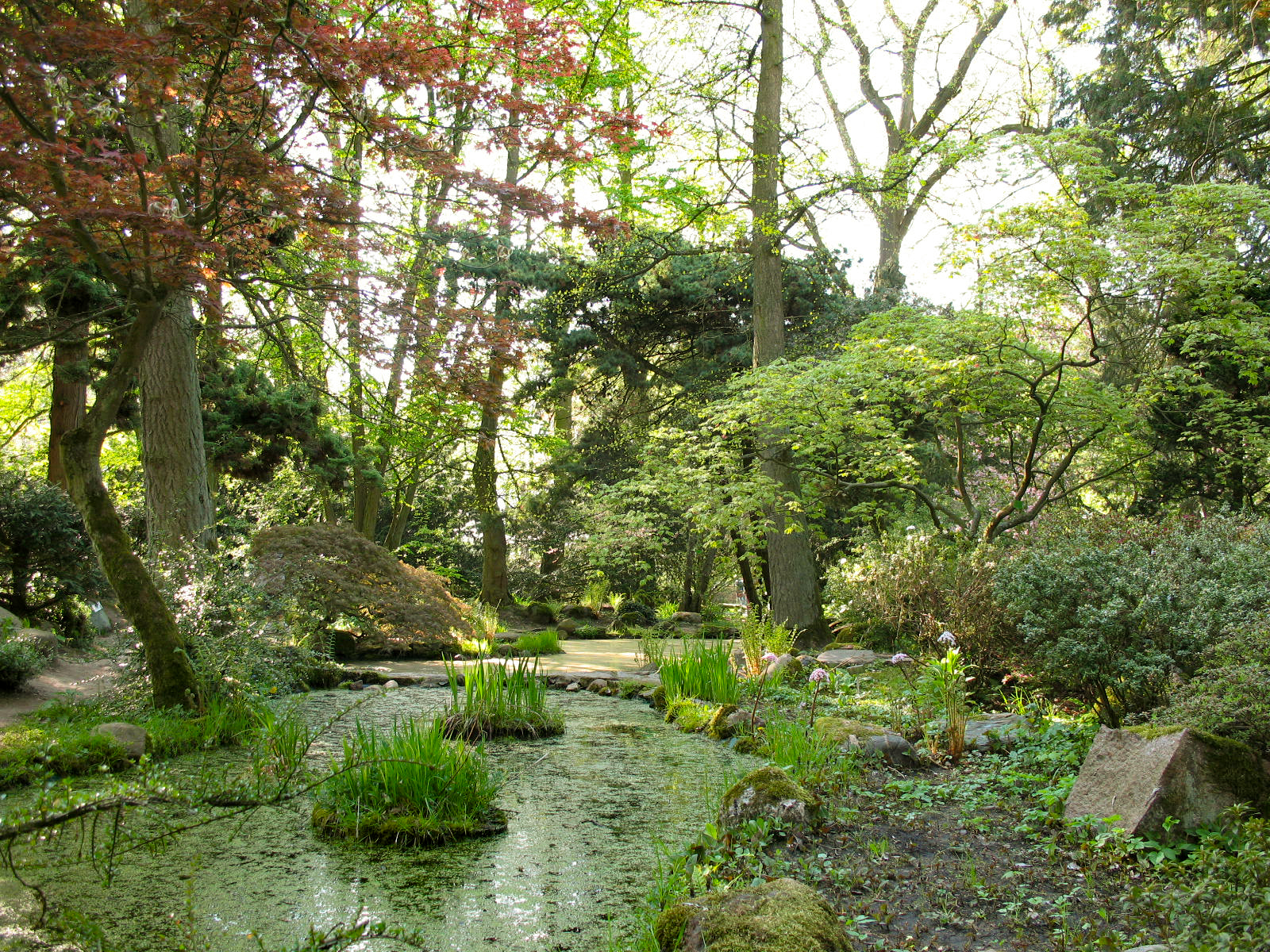
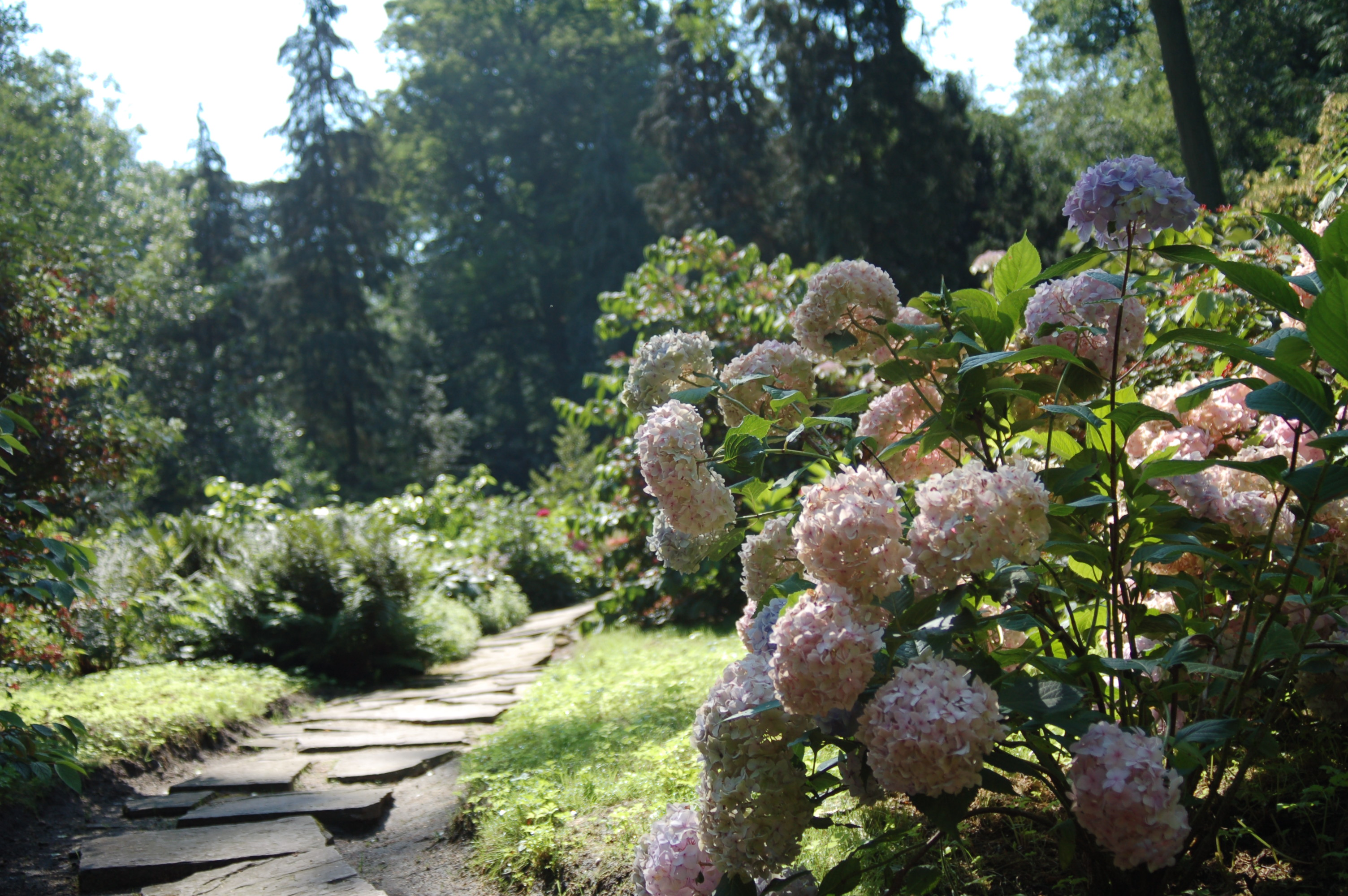
Ścieżka w Ogrodzie
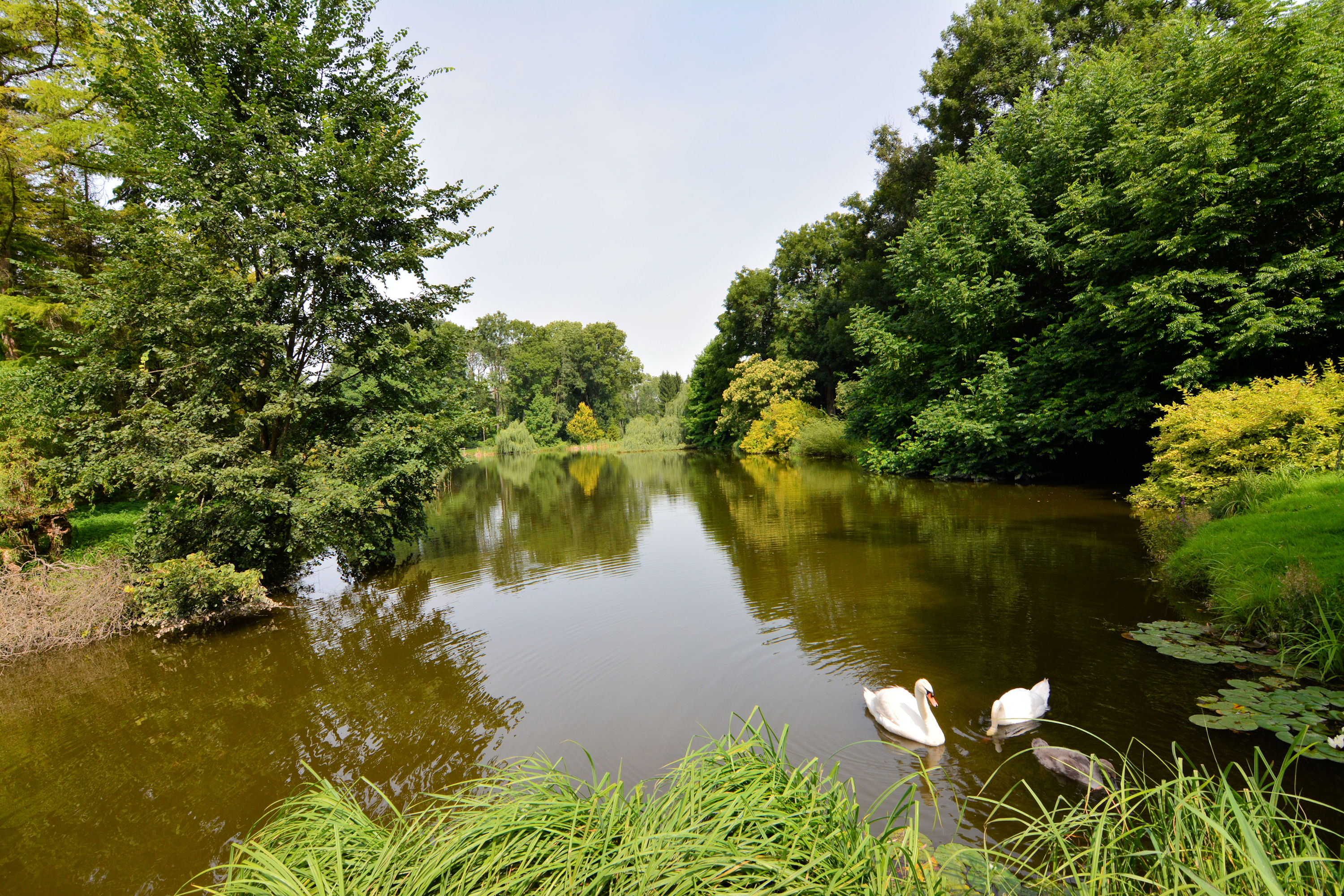
Staw
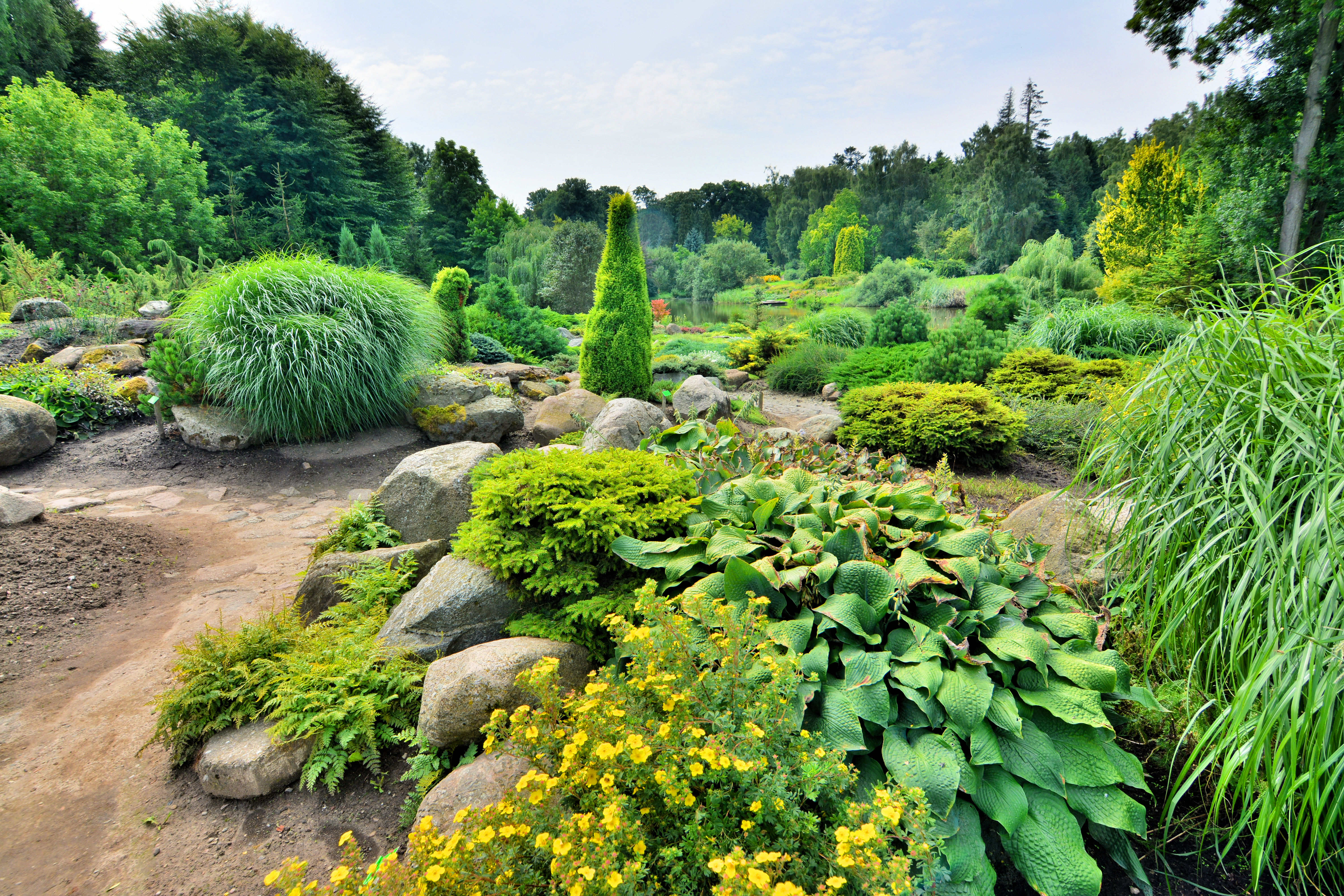
Ogród skalny
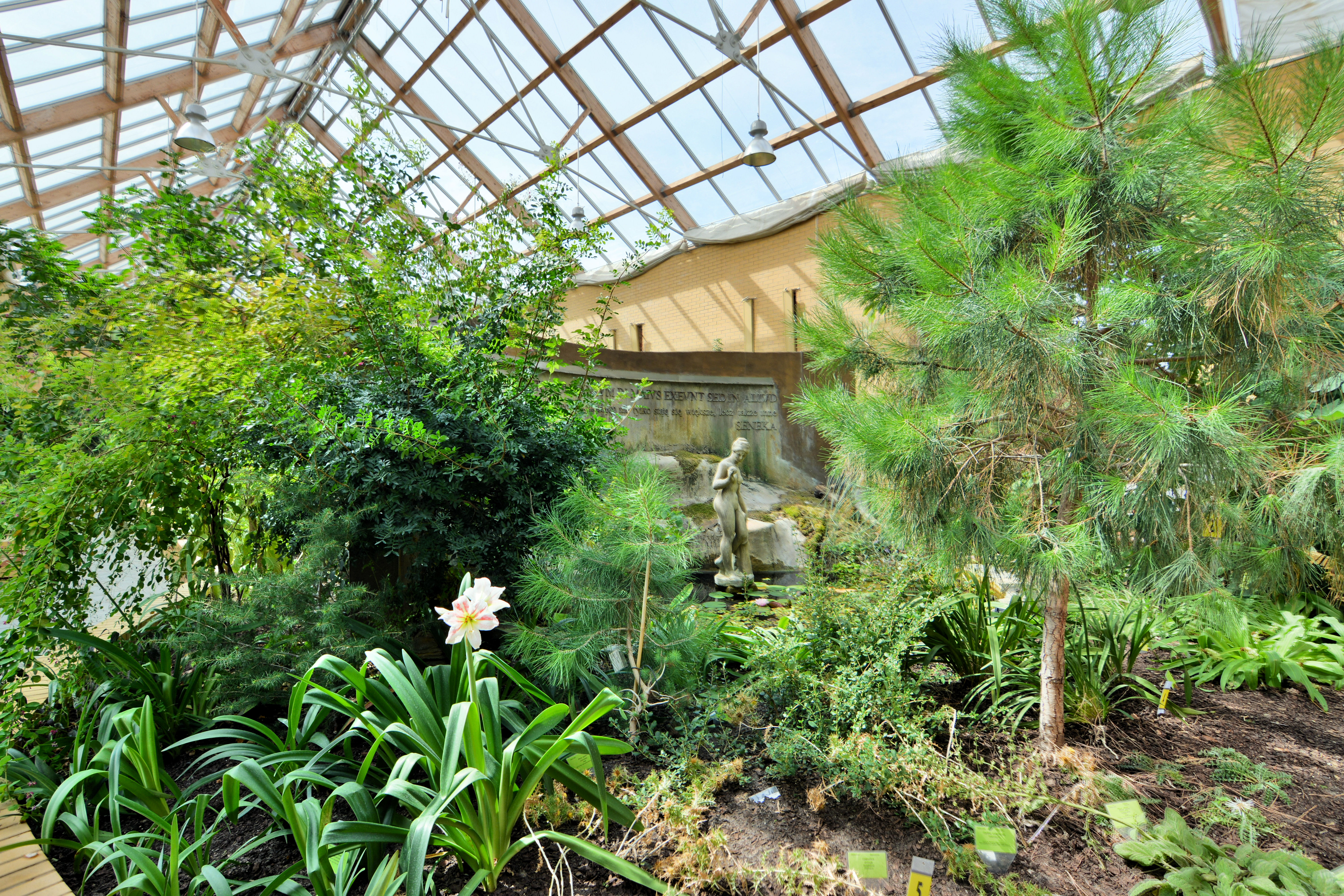
Oranżeria